# Ask-slægten
Ask (Fraxinus) er en slægt med omkring 40 arter af buske og træer på den nordlige halvkugle. Slægten kendes på, at knopper, blade og grene er modsatte. Knopperne har 1-2 par skæl. Bladene er fjerdelte (eller sjældnere: hele). Blomsterne er små og sidder i endestillede klaser. Frugten er en vinget nød. Her medtages kun de arter, som vokser almindeligt i Danmark.
Ask har en mytologisk betydning, da det førkristne nordiske verdensbillede, Yggdrasil, havde form af en ask.
Af alle træer er ask det bedste til kreaturfoder. Endnu i vore dage findes der i Sydeuropa asketræer, der jævnligt stynes for bruge de afskårne grene som vinterfoder. 
| Beskrevne arter |

- Hvid ask (Fraxinus americana).
- Smalbladet ask (Fraxinus angustifolia).
- Ask (Fraxinus excelsior).
- Fraxinus lanuginosa.
- Mannaask (Fraxinus ornus).
- Rødask (Fraxinus pennsylvanica).
- Siebolds ask (Fraxinus sieboldiana).

| Andre arter |

| - Fraxinus anomala - Fraxinus berlandieriana - Fraxinus bungeana - Fraxinus caroliniana - Fraxinus chinensis - Fraxinus cuspidata - Fraxinus dipetala - Fraxinus floribunda - Fraxinus gooddingii - Fraxinus greggii - Fraxinus griffithii | - Fraxinus holotricha - Fraxinus insularis - Fraxinus latifolia - Fraxinus longicuspis - Fraxinus mandshurica - Fraxinus micrantha - Fraxinus nigra - Fraxinus pallisiae - Fraxinus papillosa - Fraxinus paxiana - Fraxinus profunda | - Fraxinus quadrangulata - Fraxinus raibocarpa - Fraxinus sogdiana - Fraxinus spaethiana - Fraxinus stylosa - Fraxinus texensis - Fraxinus uhdei - Fraxinus velutina - Fraxinus xanthoxyloides |